# ЖНБЛ в сезоне 1992
Сезон ЖНБЛ 1992 — 12-й сезон женской национальной баскетбольной лиги, по окончании которого чемпионом, в первый раз, стала команда «Перт Брейкерс».
В регулярном чемпионате приняло участие одиннадцать команд, на одну меньше, чем в предыдущем. В межсезонье были расформированы три команды, «Нанавадинг Спектрес», «Норланга Тайгерс» и «Норт-Аделаида Рокетс», к тому же были основаны две новые команды, «Аделаида-Сити Кометс» и «Данденонг Рейнджерс», а клуб «Сидней Брюинз» изменил своё название и стал теперь называться «Сидней Флэймз». Регулярный чемпионат в этом сезоне начался 4 апреля, завершился 12 сентября, MVP которого была признана форвард команды «Буллин Бумерс», Дебби Слиммон. Тренер клуба «Перт Брейкерс», Том Мар, был признан тренером года, а Эллисон Кук из команды «Мельбурн Тайгерс» — лучшим молодым игроком. Официально же сезон 1992 года завершился 3 октября, когда команда «Перт Брейкерс» обыграла в финальной встрече клуб «Данденонг Рейнджерс» со счётом 58:54, а MVP финала была признана форвард «Брейкерс» Таня Фишер.

## Регулярный чемпионат
И = Игр, В = Выигрышей, П = Поражений, П% = Процент выигранных матчей
| Регулярный сезон |                               |    |    |    |      |
| #                | Команда                       | И  | В  | П  | П%   |
| 1                | Перт Брейкерс                 | 20 | 17 | 3  | 85,0 |
| 2                | Мельбурн Тайгерс              | 20 | 15 | 5  | 75,0 |
| 3                | Данденонг Рейнджерс           | 20 | 14 | 6  | 70,0 |
| 4                | Канберра Кэпиталз             | 20 | 11 | 9  | 55,0 |
| 5                | Уэст-Аделаида Беаркэтс        | 20 | 11 | 9  | 55,0 |
| 6                | Буллин Бумерс                 | 20 | 10 | 10 | 50,0 |
| 7                | Аделаида-Сити Кометс[a]       | 20 | 8  | 12 | 40,0 |
| 8                | Хобарт Айлендерс              | 20 | 7  | 13 | 35,0 |
| 9                | Сидней Флэймз                 | 20 | 7  | 13 | 35,0 |
| 10               | Австралийский институт спорта | 20 | 6  | 14 | 30,0 |
| 11               | Брисбен Блэйзерс              | 20 | 4  | 16 | 20,0 |

## Финалы
| Полуфиналы       | Полуфиналы          | Полуфиналы |  |          | Предварительный финал | Предварительный финал    | Предварительный финал    |                          |                           | Большой финал             | Большой финал             | Большой финал |
| ---------------- | ------------------- | ---------- |  | -------- | --------------------- | ------------------------ | ------------------------ | ------------------------ | ------------------------- | ------------------------- | ------------------------- | ------------- |
|                  |                     |            |  |          |                       |                          |                          |                          |                           |                           |                           |               |
| 18 сентября 1992 |                     |            |  |          |                       |                          |                          |                          |                           |                           |                           |               |
| 1                | Перт Брейкерс       | 54         |  |          |                       |                          |                          |                          |                           |                           |                           |               |
| 2                | Мельбурн Тайгерс    | 52         |  |          |                       |                          |                          |                          |                           |                           |                           |               |
|                  |                     |            |  |          | 25 сентября 1992      | 25 сентября 1992         | 25 сентября 1992         |                          | 3 октября 1992            | 3 октября 1992            |                           |               |
|                  |                     |            |  |          | 2                     | Мельбурн Тайгерс         | 57                       |                          | 1                         | Перт Брейкерс             | 58                        |               |
|                  |                     |            |  |          | 3                     | Данденонг Рейнджерс      | 67                       |                          |                           | 3                         | Данденонг Рейнджерс       | 54            |
| 18 сентября 1992 |                     |            |  |          |                       |                          |                          |                          |                           |                           |                           |               |
| 3                | Данденонг Рейнджерс | 75[b]      |  |          |                       |                          |                          |                          |                           |                           |                           |               |
| 4                | Канберра Кэпиталз   | 65         |  | Легенда: | Легенда:              | Посев победившей команды | Посев победившей команды | Посев победившей команды | Посев проигравшей команды | Посев проигравшей команды | Посев проигравшей команды |               |

## Лидеры сезона по средним показателям за игру
| Показатель                       | Игрок           | Команда           | Всего   | Игры | В среднем |
| -------------------------------- | --------------- | ----------------- | ------- | ---- | --------- |
| Очков в среднем за игру          | Джоди Мерфи     | Канберра Кэпиталз | 354     | 20   | 17,7      |
| Подборов в среднем за игру       | Дебби Слиммон   | Буллин Бумерс     | 238     | 20   | 11,9      |
| Передач в среднем за игру        | Мишель Лэндон   | Сидней Флэймз     | 158     | 20   | 7,9       |
| Перехватов в среднем за игру     | Дебби Блэк      | Хобарт Айлендерс  | 70      | 20   | 3,5       |
| Блок-шотов в среднем за игру     | Рене Феджент    | Канберра Кэпиталз | 51      | 19   | 2,7       |
| Процент точных бросков с игры    | Марианна Бриггс | Перт Брейкерс     | 127/209 | 17   | 60,8      |
| Процент точных 3-очковых бросков | Мишель Тиммс    | Перт Брейкерс     | 35/79   | 17   | 44,3      |
| Процент точных штрафных бросков  | Джоди Мерфи     | Канберра Кэпиталз | 115/133 | 20   | 86,5      |

## Награды по итогом сезона
- Самый ценный игрок женской НБЛ: Дебби Слиммон, Буллин Бумерс
- Самый ценный игрок финала женской НБЛ: Таня Фишер, Перт Брейкерс
- Лучший молодой игрок женской НБЛ: Эллисон Кук, Мельбурн Тайгерс
- Лучший оборонительный игрок женской НБЛ: Робин Мар, Перт Брейкерс
- Лучший снайпер женской НБЛ: Джоди Мерфи, Канберра Кэпиталз
- Тренер года женской НБЛ: Том Мар, Перт Брейкерс

- Сборная всех звёзд женской НБЛ:
  - З Мишель Тиммс (Перт Брейкерс)
  - З Эллисон Кук (Мельбурн Тайгерс)
  - Ф Рэйчел Спорн (Уэст-Аделаида Беаркэтс)
  - Ф Мишель Гриффитс (Аделаида-Сити Кометс)
  - Ф Джоди Мерфи (Канберра Кэпиталз)

## Комментарии
- a  Почти во всех источниках по теме команда называется просто «Аделаида-Сити», однако порывшись в архивах удалось найти название её франшизы «Аделаида-Сити Кометс»[1].
- b  В основном источнике по теме содержится опечатка: в рассматриваемом сезоне (страница 102) во втором полуфинале указано, что команда «Данденонг Рейнджерс» переиграла клуб «Канберра Кэпиталз» со счётом 67:65[2], хотя на самом деле «Рейнджерс» выиграли с более крупным счётом (75:65)[3].